# Valerij
Valerij je moško osebno ime.

## Izvor imena
Ime Valerij je moška oblika ženskega osebnega imena Valerija.

## Tujejezikovne oblike imena
- pri Poljakih: Walery
- pri Slovakih: Valér
- pri Rusih: Валерий

## Pogostost imena
Po podatkih Statističnega urada Republike Slovenije je bilo na dan 31. decembra 2007 v Sloveniji število moških oseb z imenom Valerij: 51.

## Osebni praznik
V koledarju je ime  Valerij zapisano 14. junijja (Valerij, mučenec, † 14. jun. okrog leta 383).